# Kōji Seo
Kōji Seo (瀬尾 公治?, Seo Kōji; Shōbara, 26 luglio 1974) è un fumettista giapponese.

## Biografia
È stato assistente di Tsukasa Ōshima e ha dichiarato di rispettare molto Fujiko Fujio e Masahito Soda.
Ha debuttato nel 1996 con il One-shot HALF & HALF su Magazine Fresh. I suoi primi due successi, Suzuka e Cross Over, mescolano i generi dello sport e delle storie d'amore tra liceali. Il primo è incentrato sull'atletica leggera mentre il secondo sulla pallacanestro.
Ha dichiarato in un'intervista di essere stato membro della squadra di atletica leggera del suo liceo e di amare il baseball, elementi che ha concretizzato nel suo manga Suzuka. Il manga Fūka del 2014 che ne è un sequel/Spin-off è invece incentrato sul mondo della musica rock.

## Opere
- HALF & HALF (1996), one-shot
- W's (W's～ダブルス～?, Daburusu) (2000-2001), 3 volumi
- Cross Over (クロス オーバー?) (2002-2003), 7 volumi
- Suzuka (涼風?) (2004-2007), 18 volumi
- Love Letter: Seo Kōji Tanpenshū (ラブレター ～瀬尾公治短編集～?) (2007), 1 volume
- A Town Where You Live (君のいる町?, Kimi no iru machi) (2009–2014), 27 volumi
- Princess Lucia (プリンセス・ルシア?) (2009-2015), 5 volumi
- LovePlus Rinko Days (ラブプラス?, Rinko Days) (2010-2011), 2 volumi
- Half & half (2012-2015) 2 volumi
- Fūka (風夏?) (2014-2018), 20 volumi
- Hitman (2018-2021) 13 volumi
- The Café Terrace and Its Goddesses (女神のカフェテラス?, Megami no Cafe Terrace) (2021–in corso)